# Campionato mondiale di enduro 2012
Il Campionato mondiale di enduro 2012, ventitreesima edizione della competizione ha avuto inizio in Cile il 24 marzo 2012 ed è terminata in Francia il 21 ottobre dopo 8 prove.
Le vittorie sono andate al francese Antoine Meo su KTM nella E1, al francese Pierre Alexandre Renet su Husaberg nella E2 e al francese Christophe Nambotin su KTM nella E3.

## Sistema di punteggio e legenda
| Pos.  | 1  | 2  | 3  | 4  | 5  | 6  | 7 | 8 | 9 | 10 | 11 | 12 | 13 | 14 | 15 | 16 > |
| ----- | -- | -- | -- | -- | -- | -- | - | - | - | -- | -- | -- | -- | -- | -- | ---- |
| Punti | 20 | 17 | 15 | 13 | 11 | 10 | 9 | 8 | 7 | 6  | 5  | 4  | 3  | 2  | 1  | 0    |

## E1

### Calendario
| Prova | Data                  | Gran Premio                | Località                       | Vincitore gara 1 | Vincitore gara 2 |
| ----- | --------------------- | -------------------------- | ------------------------------ | ---------------- | ---------------- |
| 1     | 24-25 marzo           | Gran Premio del Cile       | Talca                          | Antoine Meo      | Antoine Meo      |
| 2     | 31 marzo - 1º aprile  | Gran Premio d'Argentina    | San Juan                       | Antoine Meo      | Antoine Meo      |
| 3     | 5-6 maggio            | Gran Premio di Spagna      | Munitibar-Arbatzegi Gerrikaitz | Antoine Meo      | Antoine Meo      |
| 4     | 12-13 maggio          | Gran Premio del Portogallo | Torres Vedras                  | Rodrig Thain     | Antoine Meo      |
| 5     | 30 maggio - 1º giugno | Gran Premio d'Italia       | Castiglion Fiorentino          | Antoine Meo      | Eero Remes       |
| 6     | 25-26 agosto          | Gran Premio di Svezia      | Karlsborg                      | Antoine Meo      | Antoine Meo      |
| 7     | 1-2 settembre         | Gran Premio di Finlandia   | Heinola                        | Antoine Meo      | Simone Albergoni |
| 8     | 20-21 ottobre         | Gran Premio di Francia     | Brignoles                      | Antoine Meo      |                  |

### Classifiche finali

#### Piloti
| Pos. | Pilota            | Moto      | Punti |
| ---- | ----------------- | --------- | ----- |
| 1    | Antoine Meo       | KTM       | 257   |
| 2    | Rodrig Thain      | HM Honda  | 191   |
| 3    | Thomas Oldrati    | KTM       | 179   |
| 4    | Eero Remes        | KTM       | 177   |
| 5    | Matti Seistola    | Husqvarna | 172   |
| 6    | Fabien Planet     | Sherco    | 159   |
| 7    | Simone Albergoni  | HM Honda  | 156   |
| 8    | Lorenzo Santolino | Husqvarna | 92    |
| 9    | Marc Bourgeois    | Yamaha    | 74    |
| 10   | Jérémy Joly       | Yamaha    | 74    |

#### Costruttori
| Pos. | Costruttore | Punti |
| ---- | ----------- | ----- |
| 1    | KTM         | 294   |
| 2    | HM Honda    | 225   |
| 3    | Husqvarna   | 188   |
| 4    | Sherco      | 159   |
| 5    | Yamaha      | 127   |
| 6    | Kawasaki    | 72    |
| 7    | TM          | 61    |
| 8    | Honda       | 57    |
| 9    | Gas Gas     | 52    |
| 10   | Husaberg    | 13    |

## E2

### Calendario
| Prova | Data                  | Gran Premio                | Località                       | Vincitore gara 1       | Vincitore gara 2       |
| ----- | --------------------- | -------------------------- | ------------------------------ | ---------------------- | ---------------------- |
| 1     | 24-25 marzo           | Gran Premio del Cile       | Talca                          | Juha Salminen          | Pierre Alexandre Renet |
| 2     | 31 marzo - 1º aprile  | Gran Premio d'Argentina    | San Juan                       | Iván Cervantes         | Juha Salminen          |
| 3     | 5-6 maggio            | Gran Premio di Spagna      | Munitibar-Arbatzegi Gerrikaitz | Pierre Alexandre Renet | Pierre Alexandre Renet |
| 4     | 12-13 maggio          | Gran Premio del Portogallo | Torres Vedras                  | Johnny Aubert          | Pierre Alexandre Renet |
| 5     | 30 maggio - 1º giugno | Gran Premio d'Italia       | Castiglion Fiorentino          | Juha Salminen          | Cristobal Guerrero     |
| 6     | 25-26 agosto          | Gran Premio di Svezia      | Karlsborg                      | Juha Salminen          | Pierre Alexandre Renet |
| 7     | 1-2 settembre         | Gran Premio di Finlandia   | Heinola                        | Pierre Alexandre Renet | Pierre Alexandre Renet |
| 8     | 20-21 ottobre         | Gran Premio di Francia     | Brignoles                      | Johnny Aubert          | Johnny Aubert          |

### Classifiche finali

#### Piloti
| Pos. | Pilota                 | Moto      | Punti |
| ---- | ---------------------- | --------- | ----- |
| 1    | Pierre Alexandre Renet | Husaberg  | 260   |
| 2    | Cristobal Guerrero     | KTM       | 243   |
| 3    | Juha Salminen          | Husqvarna | 236   |
| 4    | Iván Cervantes         | Gas Gas   | 177   |
| 5    | Johnny Aubert          | KTM       | 162   |
| 6    | Antoine Basset         | Yamaha    | 126   |
| 7    | Alex Salvini           | Husqvarna | 116   |
| 8    | Oscar Balletti         | Beta      | 110   |
| 9    | Julien Gauthier        | Kawasaki  | 78    |
| 10   | Hans Vogels            | Husaberg  | 72    |

#### Costruttori
| Pos. | Costruttore | Punti |
| ---- | ----------- | ----- |
| 1    | KTM         | 270   |
| 2    | Husaberg    | 260   |
| 3    | Husqvarna   | 254   |
| 4    | Gas Gas     | 177   |
| 5    | Yamaha      | 146   |
| 6    | Beta        | 132   |
| 7    | Kawasaki    | 78    |
| 8    | TM          | 32    |
| 9    | Honda       | 12    |
| 10   | Suzuki      | 0     |

## E3

### Calendario
| Prova | Data                  | Gran Premio                | Località                       | Vincitore gara 1    | Vincitore gara 2    |
| ----- | --------------------- | -------------------------- | ------------------------------ | ------------------- | ------------------- |
| 1     | 24-25 marzo           | Gran Premio del Cile       | Talca                          | Christophe Nambotin | Christophe Nambotin |
| 2     | 31 marzo - 1º aprile  | Gran Premio d'Argentina    | San Juan                       | Christophe Nambotin | Christophe Nambotin |
| 3     | 5-6 maggio            | Gran Premio di Spagna      | Munitibar-Arbatzegi Gerrikaitz | Christophe Nambotin | Christophe Nambotin |
| 4     | 12-13 maggio          | Gran Premio del Portogallo | Torres Vedras                  | Christophe Nambotin | Christophe Nambotin |
| 5     | 30 maggio - 1º giugno | Gran Premio d'Italia       | Castiglion Fiorentino          | David Knight        | Christophe Nambotin |
| 6     | 25-26 agosto          | Gran Premio di Svezia      | Karlsborg                      | Christophe Nambotin | Christophe Nambotin |
| 7     | 1-2 settembre         | Gran Premio di Finlandia   | Heinola                        | Christophe Nambotin | Aigar Leok          |
| 8     | 20-21 ottobre         | Gran Premio di Francia     | Brignoles                      | Christophe Nambotin | Christophe Nambotin |

### Classifiche finali

#### Piloti
| Pos. | Pilota              | Moto     | Punti |
| ---- | ------------------- | -------- | ----- |
| 1    | Christophe Nambotin | KTM      | 314   |
| 2    | Joakim Ljunggren    | Husaberg | 238   |
| 3    | Aigar Leok          | TM       | 232   |
| 4    | David Knight        | KTM      | 178   |
| 5    | Oriol Mena          | Husaberg | 167   |
| 6    | Marko Tarkkala      | Beta     | 141   |
| 7    | Christophe Robert   | Husaberg | 109   |
| 8    | Marcus Kehr         | KTM      | 107   |
| 9    | Manuel Monni        | KTM      | 105   |
| 10   | Sebastien Guillaume | Gas Gas  | 83    |

#### Costruttori
| Pos. | Costruttore | Punti |
| ---- | ----------- | ----- |
| 1    | KTM         | 317   |
| 2    | Husaberg    | 248   |
| 3    | TM          | 232   |
| 4    | Beta        | 147   |
| 5    | Gas Gas     | 139   |
| 6    | HM Honda    | 44    |
| 7    | Honda       | 14    |
| 8    | Yamaha      | 9     |
| 9    | Suzuki      | 5     |